# Racing Libertas Club 1913-1914
Questa pagina raccoglie i dati riguardanti il Racing Libertas Club nelle competizioni ufficiali della stagione 1913-1914.

## Rosa
| N. |                     | Ruolo | Calciatore         |
| -- | ------------------- | ----- | ------------------ |
|    | Italia (bandiera)   | A     | Umberto Arduini    |
|    | Italia (bandiera)   | A     | Franco Bellosi (I) |
|    | Italia (bandiera)   | A     | Bellosi (II)       |
|    | Italia (bandiera)   | A     | Carlo Binaghi      |
|    | Italia (bandiera)   | A     | Costante Coronelli |
|    | Italia (bandiera)   | C     | Mario De Divitis   |
|    | Italia (bandiera)   | P     | Luigi Draga        |
|    | Italia (bandiera)   | A     | Giuseppe Guzzi     |
|    | Svizzera (bandiera) | A     | Indermühle (1889)  |
|    | Italia (bandiera)   | A     | Carlo Magno Magni  |
|    | Italia (bandiera)   | P     | Enrico Malerba     |

| N. |                             | Ruolo | Calciatore           |
| -- | --------------------------- | ----- | -------------------- |
|    | Svizzera (bandiera)         | C     | Otto Mayer           |
|    | Italia (bandiera)           | C     | Martino Mogni        |
|    | Italia (bandiera)           | A     | Moretti              |
|    | Svizzera (bandiera)         | A     | Nota                 |
|    | Italia (bandiera)           | D     | Luigi Pedraglio (II) |
|    | Italia (bandiera)           | A     | Luciano Piatti       |
|    | Svizzera (bandiera)         | A     | Edoardo Pichler Ott  |
|    | Austria-Ungheria (bandiera) | M     | Karl Prohaska        |
|    | Italia (bandiera)           | D     | Tonini (I)           |
|    | Inghilterra (bandiera)      | C     | James White          |